# بیلچا
بیلچا (به لاتین: Bileća) یک منطقهٔ مسکونی در بوسنی و هرزگوین است که در جمهوری صرب بوسنی واقع شده‌است. بیلچا ۶۳۲٬۳۳ کیلومتر مربع مساحت و ۱۱٬۵۳۶ نفر جمعیت دارد.